# Koopetition
Die Koopetition (auch Koopkurrenz; englisch Coopetition) ist sowohl ein Zustand als auch ein Verhalten von (Wirtschafts-)Akteuren, bei dem Kooperation und Konkurrenz in einer Beziehung zusammenfallen. Sie ist aus den Wörtern Kooperation (Zusammenarbeit) und Kompetition (Wettbewerb) zusammengesetzt und wurde mit dem gleichnamigen Buch Co-opetition durch die Spieltheoretiker Adam Brandenburger und Barry Nalebuff im Jahr 1996 in die allgemeine Strategie-Diskussion eingeführt.

## Allgemeines
Erstmals wurde der Begriff „Koopetition“ im Jahre 1992 von John Noorda, dem damaligen Vorstandsvorsitzenden des Netzwerkprodukteherstellers Novell geprägt, als dieser damit in einer Rede eine strategische Ausrichtung des Unternehmens betitelte.
Auf der Ebene der Unternehmensgesamtbeziehungen kann von einer Koopetition dann gesprochen werden, wenn Unternehmen bei einigen Wertschöpfungsaktivitäten in Konkurrenz stehen (z. B. Absatz) und bei anderen miteinander kooperieren (z. B. Forschung). Die gemeinschaftliche Entwicklung von Standards, etwa der Blu-ray Disc, durch konkurrierende Hersteller kann als Koopetition angesehen werden, ebenso aber auch die Beziehung zweier Unternehmen, die sich einerseits in Gerichtsverfahren streiten und andererseits Komplementärprodukte herstellen.
Darüber hinaus kann die Koopetition auch Teilbeziehungen beschreiben, die durch kooperative und kompetitive Elemente gekennzeichnet sind. Dies schließt dann alle Verhaltensweisen und Zustände ein, die weder ausschließlich kooperativ noch ausschließlich kompetitiv sind. Aus diesem Grund wird die Koopetition auch von einigen als realitätsnäheres Paradigma angesehen.

## Einzelbetrachtung

### Wettbewerb
Wettbewerb zwischen zwei Wirtschaftsakteuren kann zunächst als eine soziale Interaktionsform angesehen werden, bei der beide Interaktionspartner eine entgegen gerichtete Verhaltensinterpendenz aufweisen. Dies bedeutet, dass die Ziele des ersten Wirtschaftsakteurs nur auf Kosten des zweiten Wirtschaftsakteurs erreicht werden können. In der Spieltheorie modelliert man diese Situation als Nullsummenspiel, da der Gewinn des einen Akteures dem Verlust eines anderen Akteures gleichkommt. Generell gilt Wettbewerb als Beziehung zwischen Unternehmen, bei der die ökonomische Effizienz sichergestellt wird. Dies liegt daran, dass Wettbewerb optimale Ressourcenverteilungen herbeiführt, er die Bereitschaft von Innovationen fördert und außerdem die Transaktionskosten zwischen den Wettbewerbern senkt.

### Kooperation
Kooperation zwischen zwei Wirtschaftsakteuren kann zunächst als eine soziale Interaktionsform angesehen werden, bei der beide Interaktionspartner eine gleich gerichtete Verhaltensinterpendenz aufweisen. Dies bedeutet, dass die Zielerreichung des einen Akteures logischerweise davon abhängt, dass die Ziele des anderen Akteures (zumindest teilweise) erreicht werden. Bei einer Kooperation bleiben die Marktteilnehmer über ihren vereinbarten Bereich der kooperativen Zusammenarbeit hinweg weiterhin eigenständig und somit ist die Kooperation von der Fusion abzugrenzen.
Bei der Kooperation können Unternehmen ihre Ressourcen bündeln, um beispielsweise das Spektrum ihrer unternehmerischen Möglichkeiten zu erweitern. Unternehmen können zusätzlich zu ihrer bisherigen Geschäftstätigkeit Effizienzvorteile in Form von Skaleneffekten (Economies of Scale) und Verbundeffekten (Economies of Scope) erzielen. In der Spieltheorie ist durch kooperative Beziehungen eine Möglichkeit vorhanden, das klassische Nullsummenspiel zu überwinden, wenn beide beteiligten Akteure durch das kooperative Agieren profitieren. Hier spricht man von einem Positivsummenspiel.

## Motive
Junge Technologieunternehmen gehen häufig Kooperationen mit dem Wettbewerber ein, weil sie meistens noch klein sind und wenige Erfahrungen haben. Außerdem sind diese knapp mit Ressourcen und stabilen Marktbeziehungen ausgestattet.
Auch die Entwicklung der Industrie im Allgemeinen führt zu einem Zugang an Koopetition. Produktlebenszyklen werden immer kürzer da der Technologiewandel immer schneller wird. Die Prozesse, um ein Produkt zu entwickeln, sind sehr lang und forschungsintensiv und außerdem steigen insgesamt die Kosten für Entwicklung und Forschung an. Um dem stetigen und schnellen Wandel Stand zu halten, gehen konkurrierende Unternehmen Kooperationen ein. Wettbewerber kooperieren aber auch vor allem miteinander, weil sie Ähnlichkeiten bezüglich der Ressourcen und des Marktes aufweisen und somit ein gegenseitiges Lernen relativ simpel möglich ist.
CoPS, sogenannte Complex Product Systems, bezeichnen komplexe Produkte und Systeme die enorm knowhow- und kapitalintensiv sind. Die Produktion dieser Güter stellt aufgrund der zu Grunde liegenden hochentwickelten Technologiebasen und der Bestandteile in Form eines hierarchisch ausgelegten Vielkomponentensystems hohe Anforderungen dar. Selbst große global Player sind oft nicht in der Lage alle erforderlichen finanziellen, technologischen und organisatorischen Fähigkeiten im Alleingang aufzubringen und somit werden derart komplexe Produkte oft im Rahmen interorganisationaler Beziehungen und industrieller Netzwerke realisiert. Diese Industrien komplexer Produkte und Systeme dienen als vielversprechender Forschungsbereich, um koopetitive Verhaltensmuster in Unternehmen zu untersuchen.

## Vorteile
Die Kräfte der Wettbewerber werden bei Kooperationen gebündelt und es kann zu einer stärkeren Innovationskraft kommen. Dadurch können neue Ideen resultieren und die allgemeine Produktionseffizienz kann gesteigert werden. Die Kooperation mit einem Wettbewerber bietet einen gemeinsamen Zugang zu Technologien, Märkten, Ressourcen und Informationen. Dies wiederum führt zu einer gemeinschaftlichen Schaffung von Fähigkeiten, Wissen und Technologien was dazu führt, dass sich die kooperierenden Unternehmen Vorteile gegenüber weiteren im Wettbewerb stehenden Unternehmen erarbeiten können. Koopetitionen können außerdem die Durchsetzung industrieller Standards beschleunigen und Projektkosten als auch Projektrisiken verringern.

## Nachteile
Ein Abweichen der eigenen Ziele von den gemeinsamen Zielen macht Koopetition gefährlich, da sich von beiden Seiten der Unternehmen Anreize einschleichen können, durch die gemeinsame höhere Ressourcenausstattung Vorteile auf Kosten des anderen Unternehmens zu verschaffen. Eine Möglichkeit diese Gefahr zu minimieren, liegt darin vertragliche Regelungen aufzustellen.
Bei der Kooperation mit einem Wettbewerber wird sich zunächst auf ein langfristiges gemeinsames Ziel geeinigt, um einen gemeinsamen Nutzen zu erzielen. Ein Unternehmer kann sich hierbei aber opportunistisch verhalten und von diesem Ziel abweichen, um seinen eigenen kurzfristigen Nutzen zu maximieren. Dabei kann es dazu kommen, dass man abhängig vom Partner wird oder ein Wettrennen bezüglich des Lernens entsteht. Bei steigender Wettbewerbsintensität werden demnach Unternehmenskooperationen seltener und scheitern öfter.

## Beispiele

### Wissenschaftler
Wissenschaftler kooperieren gemeinsam in der Forschung, stehen jedoch in Konkurrenz, wenn es darum geht, ihre Ergebnisse zu veröffentlichen oder Drittmittel einzuwerben.

### Hoover-Staumauer
Bei der Hoover-Staumauer schlossen sich konkurrierende Bauunternehmen zusammen, da man allein nicht die notwendigen Sicherheitsrücklagen für dieses gewaltige Bauprojekt übernehmen konnte.

### Castingshows
In Castingshows sollen die Teilnehmer ihre Leistungsfähigkeit unter Beweis stellen, um möglichst viel Erfolg zu erzielen und zu gewinnen. Die mediale Inszenierung des Wettbewerbs fordert die Teilnehmer auf, mit den anderen Teilnehmern zu konkurrieren und der bzw. die „Beste“ zu sein, da es in den meisten Fällen nur einen Gewinner gibt. Dem Gegenüber wird in Castingshows aber auch oft die Teamfähigkeit der Teilnehmer zur Schau gestellt. Indem Kandidaten z. B. bei „Top Model“ Aufgaben im Team lösen, Fotoshootings zusammen absolvieren oder das gemeinsame Zusammenleben im Haus organisieren müssen, wird die Kooperationsfähigkeit zu einem tragenden Element in dieser Show.
Die Kandidaten in einer Castingshow können also zeitgleich kooperieren und dennoch im Wettbewerb stehen, wobei das eigentliche Ziel für jeden Kandidaten der Sieg im Wettbewerb ist. Das gleichzeitige Auftreten von Kooperation und Wettbewerb in Castingshows kann also als Beispiel für Koopetition außerhalb von rein wirtschaftlichen Beziehungen angesehen werden. Die Teilnahme der Kandidaten an kooperativen Beziehungen kann in diesem Fall als „kollektive Angstbewältigung“ angesehen werden.

### Fußballclubs
Wenn zwei Fußballteams gegeneinander spielen, dann haben sie vor allem den Sieg als Ziel. Diese beiden Teams müssen hierbei also gemeinsam ein Spiel veranstalten, welches sie dann vermarkten, beziehungsweise den Zuschauern bereitstellen. Ein Fußballspiel ist also ein Koprodukt zweier Teams. Der koopetitive Charakter bei Fußballclubs fällt aber besonders bei Meisterschaftsrennen in Ligen auf. Der wettbewerbliche Charakter hierin liegt in Punkten, Platzierungen, Abstieg sowie dem Meisterschaftskampf. Alle Clubs der Liga stellen im kooperativen Sinne gemeinsame Spiele bereit und tragen hierbei zur Erfüllung des Ligazieles bei.
Auch hier fällt auf, dass Fußballclubs, welche zunächst rein kompetitiv erscheinen, gemeinsame Leistungen erbringen. Um seine Kernleistung zu erbringen, ist ein Fußballclub also darauf angewiesen, mit konkurrierenden Clubs zusammenzuarbeiten.

### Mitarbeiter
Internes Wissen ist in Unternehmen ein maßgeblicher Bestandteil für dauerhafte Wettbewerbsvorteile. Bei einer Dezentralisierung des Unternehmens kann eine Tendenz zum Abgang des Wissens einhergehen. Der Grund liegt darin, dass die Mitarbeiter, also die Träger des Wissens, in dem Unternehmen zum einen kooperieren, also Wissen austauschen, zum anderen aber auch untereinander konkurrieren. Auch zwischen Mitarbeitern lassen sich also koopetitive Verhaltensmuster erkennen.

## Forschungsstand
Die Forschergemeinschaft und davon insbesondere die Vertreter des strategischen Managements und des industriellen Marketings sehen in dem Phänomen der Koopetition schon seit einigen Jahren eine Relevanz für eine fundierte wissenschaftliche Auseinandersetzung. Der momentane Stand der Forschung weist jedoch theoretische Unklarheiten auf, und so gibt es wenige Publikationen, die sich speziell mit der Klärung auseinandersetzen, inwiefern „sich involvierte Unternehmen tatsächlich im besagten Spannungsfeld zwischen Kooperation und Wettbewerb verhalten“.